# Espigão Costeiro da Ponta d'Areia
O Espigão Costeiro da Ponta d'Areia é uma estrutura costeira (molhe) que tem por finalidade principal proteger a costa da ação das ondas do mar, localizado em São Luís (MA).
O espigão possui 572 metros de extensão e 8 metros de altura. Possui 1,4 metro de altura acima da linha de preamar máxima. A obra tem largura variável, indo de 7 metros, no ponto mais próximo da terra, até 13 metros, no ponto mais profundo da orla. As obras foram iniciadas em abril de 2011 e a inauguração ocorreu em novembro de 2014.
É comum confundir um molhe com um quebra-mar, entretanto o quebra-mar possui as duas extremidades dentro d 'água enquanto o molhe possui uma extremidade em terra e outra no mar.
O Espigão funciona como uma espécie de muro de contenção, desviando o fluxo da maré e permitindo que a areia seja retida na costa, impossibilitando a erosão e aumentando a faixa de praia.

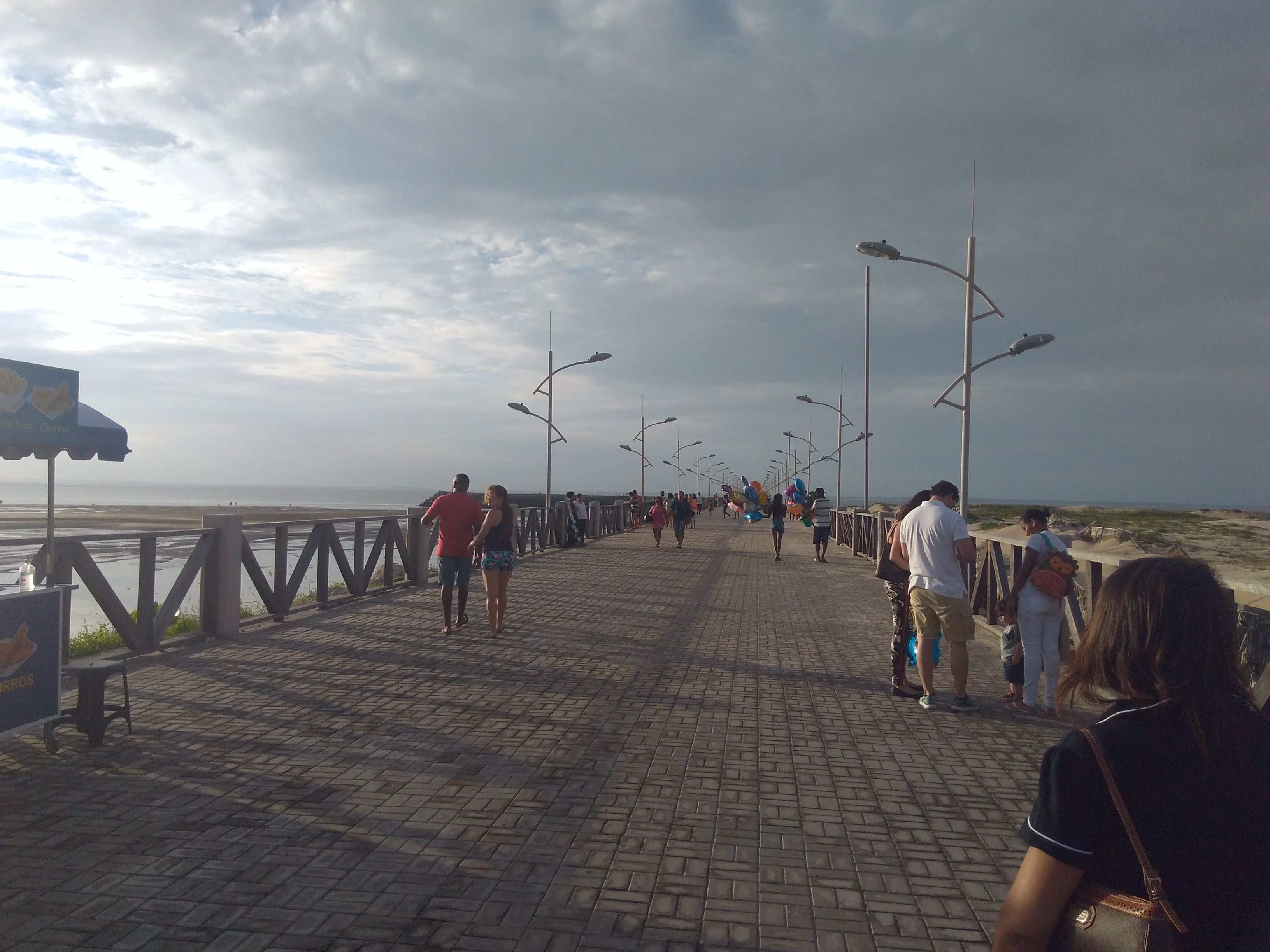
Calçamento do Espigão

Foi construído para resolver o problema de erosão na orla da praia da Ponta d'Areia, o que poderia comprometer a orla da capital até o limite do rio Bacanga. A obra também serve para conter o assoreamento do canal, o que poderia trazer problemas para o deslocamento de embarcações.
A obra tornou-se também um ponto turístico da cidade, servindo como ponto de lazer para moradores e turistas, contando com ciclovia, calçadão, local para a prática de esportes, revitalização de monumentos históricos, como o Forte Santo Antônio da Barra (que abriga o Museu das Embarcações Maranhenses, um Memorial sobre a história do Forte e o Museu da Imagem e do Som) e o Memorial Bandeira Tribuzi, um mirante, quiosques e pontos de observação. O local é muito procurado para ver o nascer e o pôr do sol.
O Espigão também recebe shows, além de fazer parte das festas de São João e Carnaval. 
Há um projeto de construção de um atracadouro no Espigão para a realização da Travessia São Luís-Alcântara, ampliando a ligação entre os municípios, tendo em vista que teria maior profundidade que o Cais da Praia Grande, que depende da maré alta para o funcionamento das embarcações.